# Árpád Szántó
Árpád Szántó (ur. 10 października 1889 w Târgu Secuiesc, zm. we wrześniu 1984) – węgierski zapaśnik walczący w stylu klasycznym. Olimpijczyk ze Sztokholmu 1912, gdzie zajął 47. miejsce w wadze lekkiej.
Zajął szóste miejsce na mistrzostwach świata w 1920. Srebrny medalista mistrzostw Europy w 1912 roku.

## Letnie Igrzyska Olimpijskie 1912
| Konkurencja | Eliminacje              | Klas. końcowa |
| Konkurencja | Przeciwnik I            | Miejsce       |
| ----------- | ----------------------- | ------------- |
| 67,5 kg     | Frederik Hansen (DEN) P | 47.           |